# Ulmi (Dâmbovița)
Ulmi é uma comuna romena localizada no distrito de Dâmboviţa, na região de Muntênia. A comuna possui uma área de 36.20 km² e sua população era de 4134 habitantes segundo o censo de 2007.